# 12818 Томгенкс
12818 Томгенкс (12818 Tomhanks) — астероїд головного поясу, відкритий 13 квітня 1996 року.
Тіссеранів параметр щодо Юпітера — 3,344.
Названо на честь Тома Генкса (англ. Thomas "Tom" Jeffrey Hanks, нар.1956) — американського актора і продюсера.